# Dominique Malonga (cestista)
Dominique Malonga (Yaoundé, 16 novembre 2005) è una cestista camerunese con cittadinanza francese.

## Carriera
Con la Francia ha disputato i Giochi olimpici di Parigi 2024.